# Changchengopterus
Changchengopterus – rodzaj pterozaura z rodziny Wukongopteridae. Żył w jurze na terenach współczesnych Chin. Został opisany w 2009 roku przez Lü Junchanga w oparciu o niemal kompletny szkielet pozaczaszkowy. Lü twierdził, że okaz pochodzi z osadów formacji Tiaojishan w powiecie Qinglong w prowincji Hebei, datowanych na środkową lub późną jurę, jednak inni autorzy sugerują, że został on zebrany w złożach Daohugou, datowanych na późną jurę lub wczesną kredę.
Changchengopterus był niewielkim długoogonowym pterozaurem – rozpiętość jego skrzydeł szacuje się na 47,5 cm. Kilka niezrośniętych kości sugeruje jednak, że holotyp nie jest osobnikiem dorosłym. Według analizy filogenetycznej przeprowadzonej przez Lü Changchengopterus jest bazalnym przedstawicielem Rhamphorhynchoidea, bliżej spokrewnionym z Dorygnathus niż z innymi pterozaurami. Na podstawie lekko wydłużonych kręgów szyjnych oraz stosunku długości paliczków skrzydeł, spośród których pierwszy jest najmniejszy, Wang i współpracownicy wstępnie przypisali ten rodzaj do Wukongopteridae. W 2011 roku Zhou i Schoch opisali drugi szkielet Changchengopterus, pochodzący z formacji Tiaojishan w Liaoning. Według autorów budowa tych skamieniałości potwierdza podobieństwa do innych przedstawicieli Wukongopteridae: Wukongopterus i Darwinopterus.